# ウドギル城

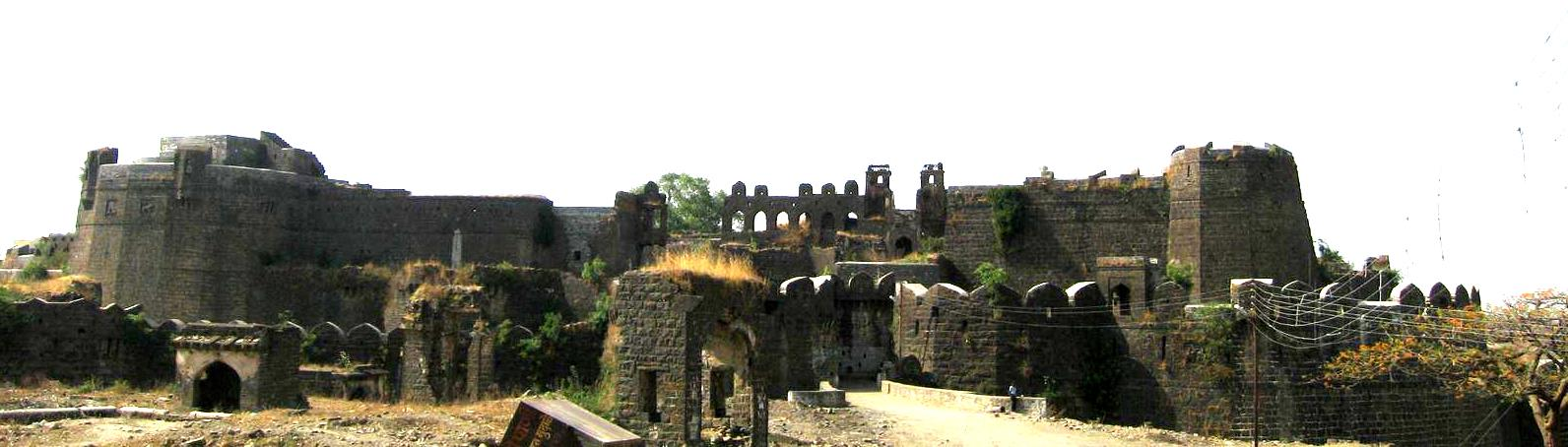
ウドギル城

ウドギル城（ウドギルじょう、英語：Udgir Fort）は、インドのマハーラーシュトラ州、ラートゥール県の都市ウドギルに存在する城塞。城の周りは深さ40メートルの堀で囲まれている。

## 歴史
1760年、マラーター王国の指揮官サダーシヴ・ラーオ・バーウがニザーム王国を破った際、割譲された。